# 天主教卡塞雷斯总教区
天主教卡塞雷斯總教區（拉丁語：Archidioecesis Cacerensis），是羅馬天主教會以菲律賓呂宋島東南部城市那牙為中心的一個總主教區，轄區包括南甘馬粦省一部份。下轄六個教區。
教區總主教為羅蘭多‧蒂羅納，座堂為聖若望座堂。2010年有教友1,247,000名，佔轄區總人口達96.8%。由227名司鐸名管理80個堂區。
1595年8月14日自馬尼拉總教區升成為教區。1951年6月29日升為總教區。